# Joseph Angelo Grech
Joseph Angelo Grech (ur. 10 października 1948 w Balzan, zm. 27 grudnia 2010 w Melbourne) – maltański duchowny katolicki posługujący w Australii, biskup diecezji Sandhurst w latach 2001-2010.

## Życiorys
Po ukończeniu szkoły średniej i kilku latach studiów w ojczyźnie wyjechał do Melbourne i w tamtejszym seminarium kontynuował klerycką formację.
Święcenia kapłańskie przyjął w rodzinnym mieście 20 listopada 1974. Po powrocie do Australii został inkardynowany do archidiecezji Melbourne. Przez 17 lat pełnił przede wszystkim funkcje wikariusza parafialnego. W latach 1991–1992 studiował teologię duchowości na rzymskim Papieskim Uniwersytecie Gregoriańskim. Po powrocie do kraju został mianowany duszpasterzem diecezjalnym Odnowy w Duchu Świętym. W 1998 został ojcem duchownym w archidiecezjalnym seminarium.

### Episkopat
27 listopada 1998 został mianowany przez papieża Jana Pawła II biskupem pomocniczym archidiecezji Melbourne ze stolicą tytularną Belesasa. Sakry biskupiej udzielił mu 10 lutego 1997 ówczesny ordynariusz tejże archidiecezji, abp George Pell.
8 marca 2001 został prekonizowany biskupem diecezji Sandhurst. Ingres odbył się 27 kwietnia 2001.
Zmarł po krótkiej chorobie 27 grudnia 2010. Został pochowany w katedrze w Bendigo.